# سالیجنت (آلاباما)
سالیجنت (به انگلیسی: Sulligent) شهری در شهرستان لامار ایالت آلاباما است که مساحت آن ۲۰٫۲۹ کیلومتر مربع است و در سرشماری سال ۲۰۱۰ میلادی، ۱٬۹۲۷ نفر جمعیت داشته و تراکم جمعیتی آن، ۹۴٫۹۷ نفر در هر کیلومتر مربع بوده است.